# Ludwik Maurycy Lilpop

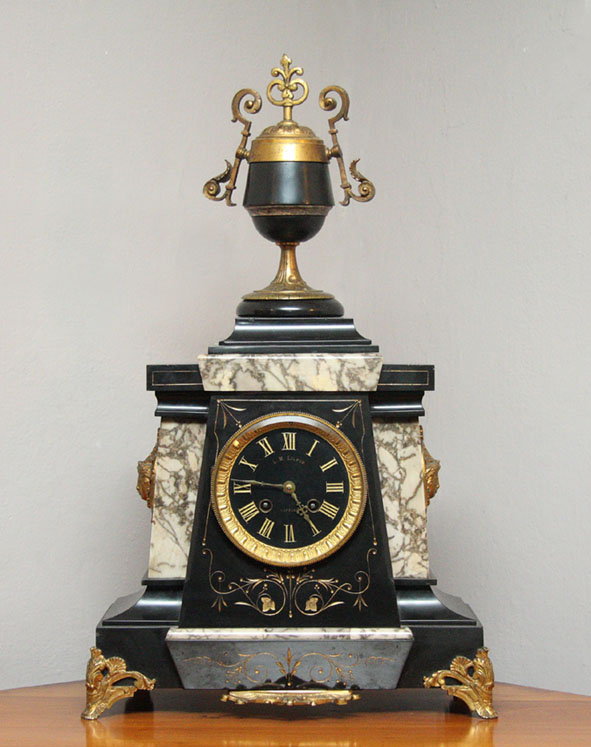
Zegar kominkowy L.M. Lilpop

Ludwik Maurycy Lilpop (ur. 29 października 1845, zm. 15 grudnia 1905) – warszawski zegarmistrz.
Prawnuk protoplasty rodziny – Antoniego Augustyna Lilpopa, syn zegarmistrza Franciszka Augustyna Lilpopa. Zakład zegarmistrzowski Ludwika Maurycego znajdował się w latach 1878–1905 przy ulicy Senatorskiej w Warszawie.
Zegary firmy Lilpop – sygnowane L.M. Lilpop – ścienne, kominkowe, kieszonkowe, posiada m.in. Muzeum Warszawy.
Ludwik Maurycy był znanym w sferach warszawskich kupcem i społecznikiem związanym z warszawskim kościołem luterańskim, w ostatnich latach życia gospodarzem Resursy Obywatelskiej. Firmę zegarmistrzowską przejął po nim syn – Stefan Ludwik Lilpop.
Pochowany na cmentarzu ewangelicko-augsburskim przy ulicy Młynarskiej (aleja 24, grób 14).